# 图尔特奈
图尔特奈（法語：Tourtenay，法語發音：[tuʁtənɛ]）是法国德塞夫勒省的一个市镇，属于布雷叙尔区。

## 地理
图尔特奈（47°2'17"N, 0°7'4"W）面积7.69 平方千米，位于法国新阿基坦大区德塞夫勒省，该省份为法国西部内陆省份，北起曼恩-卢瓦尔省，西接旺代省，南至夏朗德省和滨海夏朗德省，东临维埃纳省。
与图尔特奈接壤的市镇（或旧市镇、城区）包括：昂图瓦涅、圣西尔拉朗德、圣马丹德马孔、贝里、泰尔奈。

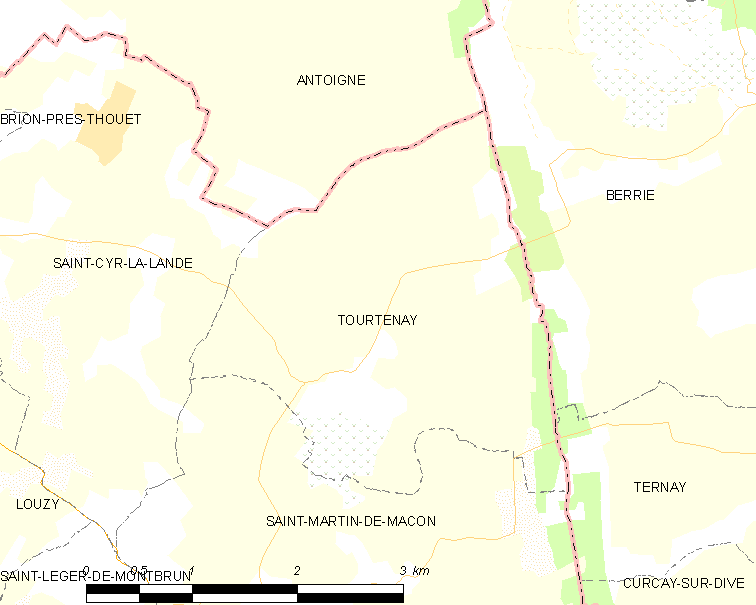
图尔特奈的OSM定位图

图尔特奈的时区为UTC+01:00、UTC+02:00（夏令时）。

## 行政
图尔特奈的邮政编码为79100，INSEE市镇编码为79331。

## 政治
图尔特奈所属的省级选区为图埃河谷县。

## 人口

1962-2008年间图尔特奈人口变化图示

图尔特奈于2022年1月1日时的人口数量为126人。